# Артик (Красногорський район)
Арти́к (рос. Артык) — присілок в Красногорському районі Удмуртії, Росія.

## Населення
Населення — 152 особи (2010; 190 в 2002).
Національний склад станом на 2002 рік:
- росіяни — 59 %
- удмурти — 40 %